# Sorens
Sorens é uma comuna da Suíça, no Cantão Friburgo, com cerca de 836 habitantes. Estende-se por uma área de 8,74 km², de densidade populacional de 96 hab/km². Confina com as seguintes comunas: Le Châtelard, Le Glèbe, Marsens, Pont-en-Ogoz, Villorsonnens.
A língua oficial nesta comuna é o Francês.